# La ragazza del Sud
La ragazza del Sud è un album inciso da Rosanna Fratello, pubblicato dall'etichetta Ariston nel 1971.

## Tracce
1. Vola vola vola...
2. Lu furastiero dorme la notte sull'aia
3. Iu partu e su custritta di partiri
4. Bella fijola viestete li panne
5. Lu polverone
6. Lu pete di San Gabriele
7. Vitti 'na crozza
8. Pellegrinaggio a Monte Vergine
9. Ca sutta di stu 'nfernu
10. Lu picurare
11. Mammà, vi l'aiu persu lu rispetto
12. Sant'Antonio nel deserto